# Комишувата Сура
Комишувата Сура — річка в Україні, права притока Мокрої Сури (басейн Дніпра). Протікає в межах Нікопольського і Дніпровського районів Дніпропетровської області.

## Опис
Довжина 55 км, площа басейну 639 км². Річище помірно звивисте, на окремих ділянках улітку пересихає. Похил річки 1,3 м/км. Споруджено декілька ставків, найбільший з яких розташований біля села Новопокровки.

## Розташування
Комишувата Сура бере початок у селі Крутеньке. Тече в межах Придніпровської височини спершу на північний захід і північ, далі — переважно на північний схід. Впадає до Мокрої Сури на північний захід від села Привільного.

## Притоки
- Балка Сурська, Балка Котова, Балка Широка, Любимівка, Балка Терновата, Балка Рохвина (ліві); Балка Гаркушина, Балка Соловйова (праві).

Великі населені пункти над Камишуватою Сурою: с. Чумаки, смт Новопокровка.